# Upplands runinskrifter 722
Upplands runinskrifter 722 är en vikingatida runsten av grå sandsten i Löts kyrka, Löts socken och Enköpings kommun. Runstenen är 1,45 meter hög och 0,7 meter bred. Runhöjden är 5-7 centimeter. Ristningen är inte signerad, men den är ristad av Balle. Den står mittemot U 721 som också den är ristad av Balle. Båda stenarna har ornamenten huggna i relief vilket är en ovanlig teknik.

## Inskriften
Translitterering av runraden:
· tafaistr · lit · raisa : stain · at · a... ...roþur · sin · kuþ · hielbi ' sial · hans :
Normalisering till runsvenska:
Tafæistr let ræisa stæin at ... [b]roður sinn. Guð hiælpi sial hans.
Översättning till nusvenska:
Tavest lät resa stenen efter ..., sin broder. Gud hjälpe hans själ.